# Koupě
Koupě (en allemand : Kauf) est une commune du district de Příbram, dans la région de Bohême-Centrale, en République tchèque. Sa population s'élevait à 118 habitants en 2020.

## Géographie
Koupě se trouve à 5,5 km au sud-ouest de Březnice, à 20,5 km au sud-sud-ouest de Příbram et à 73 km au sud-ouest de Prague.
La commune est limitée par Hudčice au nord, par Drahenice et Mišovice à l'est et par Bělčice au sud et à l'ouest.

## Histoire
La première mention écrite de la localité date de 1367.

## Transports
Par la route, Koupě se trouve à 7 km de Březnice, à 26 km de Příbram et à 82 km de Prague.